# Willibald Mannes
Willibald Mannes (* 11. Juni 1925 in Oberkochen; † 10. März 2022) war ein deutscher Zimmerermeister, Architekt und Autor.

## Leben
Willibald Mannes lernte im Betrieb der Eltern das Zimmererhandwerk und legte 1948 die Meisterprüfung ab. Er spezialisierte sich früh auf den Bau von Treppen verschiedener Stilrichtungen. Als Autor schrieb er mehrere Fachbücher, die in verschiedene Sprachen übersetzt wurden, sowie Fachartikel. Die Treppenproduktion im eigenen Betrieb stellte er 1985 ein. Danach bot er in seiner Werkstatt Seminare zum Treppenbau an.

## Schriften
- Willibald Mannes: Treppen und Geländer. Deutsche Verlags-Anstalt, Stuttgart 1971, ISBN 3-421-02258-5.
- Willibald Mannes: Dachkonstruktionen in Holz. Allgemeine Baugeometrie, Dachausmittlungen, Dachabschiftungen. Deutsche Verlags-Anstalt, Stuttgart 1981, ISBN 3-421-02572-X.
- Willibald Mannes: Schöne Treppen. Handwerkliche Beispiele zur Konstruktion und Gestaltung. Deutsche Verlags-Anstalt, Stuttgart 1985, ISBN 3-421-02826-5.
- Willibald Mannes: Der handwerkliche Holztreppenbau. Praktische Hinweise, Empfehlungen und Vorschläge zur rationellen Fertigung handwerklich gestalteter Treppen. Deutsche Verlags-Anstalt, Stuttgart 1992, ISBN 3-421-03028-6.
- Willibald Mannes: Die Treppe. Zeitgemäße Beispiele in Holz, Stein und Stahl. Deutsche Verlags-Anstalt, Stuttgart 1994, ISBN 3-421-03061-8.
- Willibald Mannes: Wohnhaustreppen. Konstruktion - Detail - Gestaltung. Deutsche Verlags-Anstalt, Stuttgart 1999, ISBN 3-421-03186-X.